# Konstantin Lavroněnko
Zasloužilý umělec Konstantin Nikolajevič Lavroněnko rusky Константин Николаевич Лавроненко (* 20. dubna 1961 Rostov na Donu) je ruský filmový a divadelní herec, vyznamenán Zasloužilým umělcem (2009). Je znám v rolích režiséra Andreje Zvjaginceva.

## Životopis
Narodil se 20. dubna 1961 v Rostově na Donu. Vystudoval herectví na Rostovské umělecké akademii. V letech 1979 – 1981 působil v armádě, kde působil jako zpěvák a tanečník v Severokavkazském vojenském okruhu.
V letech 1981 – 1985 studoval v Moskevské divadelní škole MCHAT (pod vedením Vasilije Markova). Hrál v divadlech "Satirikon" či "Masterskaja Klima".
Poprvé hrál ve filmu v roce 1985. Na další filmovou roli však musel čekat téměř 20 let. Andrej Zvjagncev jej obsadil do filmu Návrat (2003). Následoval fenomenální úspěch – hlavní cena na Benátském filmovém festivalu Zlatý lev, za což získal mezinárodní věhlas.
V Česku je znám jako Jiří Kajínek ve stejnojmenném filmu z roku 2010 (ve filmu jej daboval Jan Šťastný). Kajínka osobně navštívil ve věznici. Od té doby je také přesvědčen, že Kajínek je nevinný. Dne 5. března 2011 byl nominován na Českého lva v kategorii nejlepší mužský výkon v hlavní roli, cenu však nakonec získal Ondřej Malý.

## Filmografie
- 2010 Kajínek
- 2009 Isajev
- 2008 Nová Země
- 2007 Likvidace
- 2007 Nás nedohoníš
- 2005 Archangel
- 2003 Návrat
- 1992 Andrjuša
- 1985 Yeshchyo lyublyu, yeshchyo nadeyus